# Arcidiocesi di Nanchino

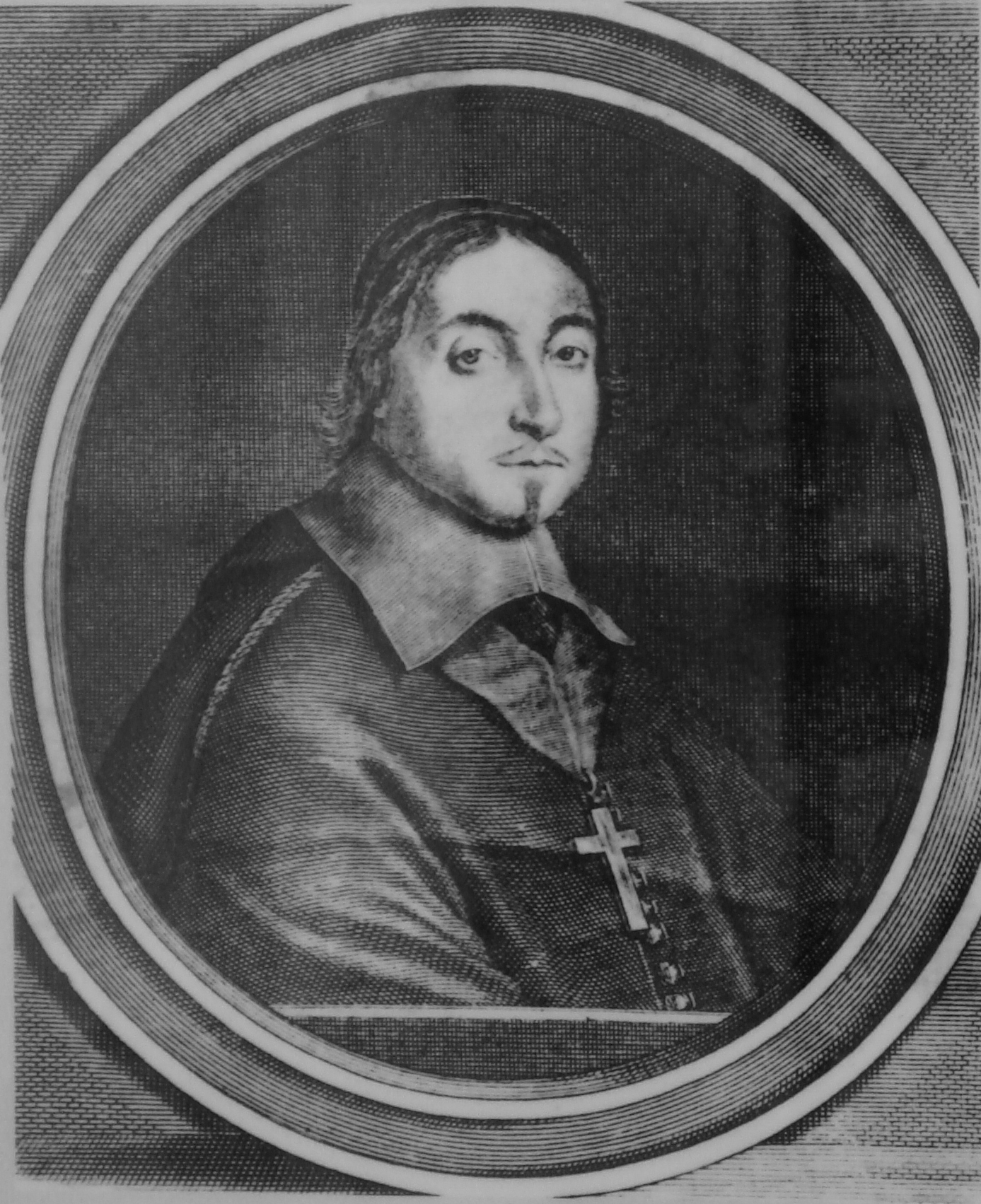
Il primo vicario apostolico Ignace Cotolendi (1660-1662)

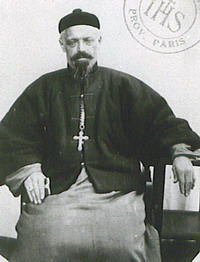
Il vicario apostolico André-Pierre Borgniet (1859-1862)

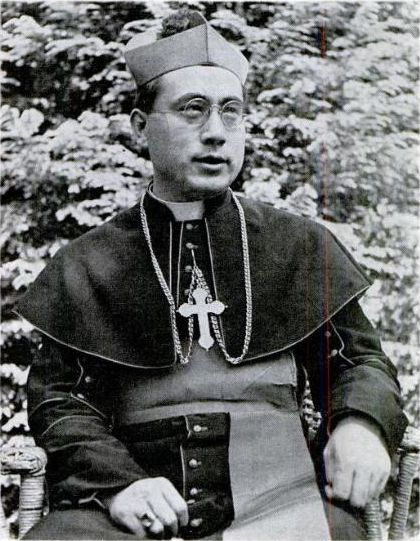
Il cardinale Paul Yü Pin (1936-1978)

L'arcidiocesi di Nanchino (in latino Archidioecesis Nanchinensis) è una sede metropolitana della Chiesa cattolica in Cina. Nel 1950 contava 32.536 battezzati su 6.000.000 di abitanti. La sede è vacante.

## Territorio
L'arcidiocesi comprende parte della provincia cinese di Jiangsu.
Sede arcivescovile è la città di Nanchino (Nanjing in cinese), dove si trova la cattedrale dell'Immacolata Concezione.

## Storia
Il vicariato apostolico di Nanchino fu eretto il 17 agosto 1658, ricavandone il territorio dalla diocesi di Macao: esso dipendeva direttamente dalla Congregazione di Propaganda Fide.
Il 10 aprile 1690 con la bolla Romanus Pontifex papa Alessandro VIII eresse la diocesi di Nanchino, senza specificarne le delimitazioni territoriali. Originariamente era suffraganea dell'arcidiocesi di Goa e posta sotto il controllo del patronato regio del Portogallo.
Il 15 ottobre 1696 il breve E sublimi sedis di papa Innocenzo XII definì i limiti della diocesi, compresi in due province cinesi (Nankim e Honam). Con lo stesso breve, nei territori dismembrati dalla diocesi di Nanchino furono eretti i vicariati apostolici di Chekiang (oggi diocesi di Ningbo), di Fokien (oggi arcidiocesi di Fuzhou), di Hukwang (oggi arcidiocesi di Hankou), di Kiangsi (oggi arcidiocesi di Nanchang), di Kweichow (oggi arcidiocesi di Guiyang) e dello Yunnan (oggi arcidiocesi di Kunming).
Nel 1844 cedette un'altra porzione di territorio a vantaggio dell'erezione del vicariato apostolico di Honan (oggi diocesi di Nanyang).
Il 21 gennaio 1856 la diocesi fu soppressa da papa Pio IX e sul suo territorio fu eretto il nuovo vicariato apostolico di Kiang-nan. Questa decisione della Santa Sede comportò la fine del patronato portoghese sulla diocesi e conseguentemente la sostituzione dei missionari portoghesi con i Gesuiti francesi.
L'8 agosto 1921 cedette una porzione di territorio a vantaggio dell'erezione del vicariato apostolico di Anhui (oggi diocesi di Wuhu) assumendo al contempo il nome di vicariato apostolico di Kiangsu. Il 1º maggio 1922 cambiò nuovamente nome in vicariato apostolico di Nanchino.
L'11 agosto 1926, il 1º luglio 1931 e il 13 dicembre 1933 cedette altre porzioni di territorio a vantaggio dell'erezione rispettivamente del vicariato apostolico di Haimen, della prefettura apostolica di Xuzhou e del vicariato apostolico di Shanghai. Tutte queste circoscrizioni oggi sono diocesi.
L'11 aprile 1946 il vicariato apostolico è stato elevato al rango di arcidiocesi metropolitana con la bolla Quotidie Nos di papa Pio XII.
Nel 1980 è stato nominato amministratore di Nanchino monsignor Joseph Qian Huimin, ordinato vescovo della diocesi nel luglio dell'anno successivo; muore il 20 maggio 1993.
Il 20 aprile 2005 è morto il vescovo Joseph Liu Yuanren, a capo della diocesi dal 1993 e dal 1998 presidente della Conferenza episcopale cinese ufficiale; gli è succeduto il coadiutore Francis Xavier Lu Xinping, ordinato vescovo dallo stesso Yuanren, senza mandato della Santa Sede, il 6 gennaio 2000.

## Cronotassi dei vescovi
Si omettono i periodi di sede vacante non superiori ai 2 anni o non storicamente accertati.
- Ignace Cottolendi, M.E.P. † (20 settembre 1660 - 16 agosto 1662 deceduto)
- Gregory Luo Wen-zao (Lopez), O.P. † (4 gennaio 1674 - 27 febbraio 1691 deceduto)
  - Giovanni Francesco de Nicolais, O.F.M.Ref. † (1691 - 1693 o 1694 dimesso) (vescovo eletto)
- Alessandro Ciceri, S.I. † (25 gennaio 1694 - 22 dicembre 1703 deceduto)
- Antonio de Silva, S.I. † (1705 ? - ?)
- António Paes Godinho, S.I. † (11 febbraio 1718 - 11 febbraio 1721 dimesso)
- Emmanuel de Jesus-Maria-Joseph, O.F.M.Ref. † (12 febbraio 1721 - 6 luglio 1739 deceduto)
- Francesco de Santa Rosa de Viterbo, O.F.M.Ref. † (26 novembre 1742 - 21 marzo 1750 deceduto)
- Gottfried Xaver von Laimbeckhoven, S.I. † (15 maggio 1752 - 22 maggio 1787 deceduto)
  - Eusebio Luciano Carvalho Gomes da Silva, C.M. † (14 dicembre 1789 - 30 marzo 1790 deceduto) (vescovo eletto)
- Caetano Pires Pereira, C.M. † (20 agosto 1804 - 2 novembre 1838 deceduto)
  - Lodovico Maria Besi † (19 dicembre 1839 - 9 luglio 1848 dimesso) (amministratore apostolico)
  - Francesco Saverio Maresca, O.F.M. † (9 luglio 1848 succeduto - 2 novembre 1855 deceduto) (amministratore apostolico)
  - Luigi Celestino Spelta, O.F.M.Ref. † (2 novembre 1855 succeduto - 2 aprile[8] 1856 nominato vicario apostolico di Hupeh) (amministratore apostolico)
- André-Pierre Borgniet, S.I. † (24 aprile 1859 - 31 luglio 1862 deceduto)
- Adrien-Hyppolyte Languillat, S.I. † (9 settembre 1864 - 30 novembre 1878 deceduto)
- Valentin Garnier, S.I. † (21 gennaio 1879 - 14 agosto 1898 deceduto)
- Jean-Baptiste Simon, S.I. † (7 gennaio 1899 - 18 agosto 1899 deceduto)
- Próspero París, S.I. † (6 aprile 1900 - 13 maggio 1931 deceduto)
- Auguste Haouisée, S.I. † (13 maggio 1931 succeduto - 13 dicembre 1933 nominato vicario apostolico di Shanghai)
- Paul Yü Pin † (7 luglio 1936 - 16 agosto 1978 deceduto)
  - Sede vacante
  - Ignazio Kung Pin-mei † (15 luglio 1950 - 12 marzo 2000 deceduto) (amministratore apostolico clandestino)
  - John Li Wei-guang † (15 novembre 1959 consacrato - 1970 ? deceduto) (vescovo ufficiale)
  - Joseph Qian Huimin † (24 luglio 1981 consacrato - 20 maggio 1993 deceduto) (vescovo ufficiale)
  - Joseph Liu Yuanren † (7 dicembre 1993 consacrato - 20 aprile 2005 deceduto) (vescovo ufficiale)
  - Joseph Fan Zhong-liang † (12 marzo 2000 - 16 marzo 2014 deceduto) (amministratore apostolico clandestino)
  - Francis Xavier Lu Xinping, succeduto il 20 aprile 2005

## Statistiche
L'arcidiocesi nel 1950 su una popolazione di 6.000.000 di persone contava 32.536 battezzati, corrispondenti allo 0,5% del totale.
| anno | popolazione | popolazione | popolazione | presbiteri | presbiteri | presbiteri | presbiteri                | diaconi | religiosi | religiosi | parrocchie |
| anno | battezzati  | totale      | %           | numero     | secolari   | regolari   | battezzati per presbitero | diaconi | uomini    | donne     | parrocchie |
| ---- | ----------- | ----------- | ----------- | ---------- | ---------- | ---------- | ------------------------- | ------- | --------- | --------- | ---------- |
| 1950 | 32.536      | 6.000.000   | 0,5         | 47         | 37         | 10         | 692                       |         | 10        | 33        | 17         |

Secondo la Guide to the Catholic Church in China 2008, l'arcidiocesi di Nanchino conta oltre centomila fedeli, con 11 parrocchie e circa 20 sacerdoti.